# Syncollesis idia
Syncollesis idia är en fjärilsart som beskrevs av Louis Beethoven Prout 1930. Syncollesis idia ingår i släktet Syncollesis och familjen mätare. Inga underarter finns listade i Catalogue of Life.